# Liste des composants de Microsoft Windows
Cette page est une liste des programmes nécessaires au bon fonctionnement de Microsoft Windows :

## Configuration et maintenance
| Composant                                  | Description | Exécutable ou commande | Introduction                                     |
| ------------------------------------------ | --- | ---------------------- | ------------------------------------------------ |
| Panneau de configuration                   | |                        |                                                  |
| Panneau de configuration                   | Permet aux utilisateurs de visualiser et de modifier les paramètres et les commandes du système de base, tels que l'ajout de matériel, l'ajout et la suppression des logiciels, le contrôle des Comptes d'utilisateurs, et les options d'accessibilités. | control.exe            | Windows 1.0                                      |
| Gestionnaire de périphériques              | Permet à l'utilisateur d'afficher et de contrôler le matériel connecté à l'ordinateur et de gérer les pilotes de périphériques utilisés. | devmgmt.msc            | Windows 95                                       |
| Centre de mobilité Windows (en)            | Centralise les informations les plus pertinentes liées à l'informatique mobile. | mblctr.exe             | Windows Vista                                    |
| Centre de maintenance                      | Rapports et états centralisés de l'anti-virus, des mises à jour automatiques, du pare-feu Windows et d'autres composants liés à la sécurité du système d'exploitation. | wscui.cpl              | Windows XP                                       |
| Outils administratifs                      | |                        |                                                  |
| Console de gestion                         | Fournit aux administrateurs systèmes et aux utilisateurs avancés une interface flexible à travers laquelle ils peuvent configurer et surveiller le système depuis des consoles virtuelles, graphiques et personnalisées. | mmc.exe                | Windows NT 4.0 Option Pack                       |
| Outil d'évaluation du système              | Outil intégré d'analyse comparative qui examine les différents sous-systèmes (graphiques, mémoire, etc.), et utilise les résultats pour permettre une comparaison avec d'autres systèmes Windows afin d'optimiser la consommation des ressources de certains logiciels. Il évalue les performances du système en utilisant un index d'expérience sur l'utilisation de Windows. | winsat.exe             | Windows Vista                                    |
| Restauration du système                    | Permet la restauration des fichiers système, des clés de registre, des applications installées, etc., à un état antérieur en cas de défaillance du système. | rstrui.exe             | Windows ME                                       |
| Environnement de récupération (en)         | Aide à diagnostiquer et corriger les erreurs graves qui peuvent empêcher Windows de démarrer avec succès, ou de restaurer l'ordinateur à un état antérieur en utilisant la restauration du système ou une image de sauvegarde. | shutdown /r /o         | Windows Vista                                    |
| Défragmenteur de disque (en)               | Réarrange les fichiers stockés sur un disque dur ou une disquette pour occuper des emplacements de stockage contigus afin d'optimiser les performances d'accès disques par l'ordinateur. | dfrgui.exe             | Windows 95, Windows 2000                         |
| Observateur d'événements                   | Permet aux administrateurs et aux utilisateurs d'afficher les journaux d'événements sur un ordinateur local ou distant. | eventvwr.msc           | Windows NT 3.1                                   |
| Moniteur de ressources (en)                | Permet aux administrateurs de suivre les tendances actuelles de fiabilité et de performance du système au fil du temps. | perform.exe /res       | Windows Vista                                    |
| Gestionnaire de disque logique (en)        | Gestionnaire de volume logique développé par Microsoft en collaboration avec Veritas Technologies (en). | diskmgmt.msc           | Windows NT 4.0 (utilitaire séparé), Windows 2000 |
| Éditeur de registre                        | Permet aux administrateurs et aux utilisateurs avancés de parcourir et de modifier la base de registre. | regedit.exe            | Windows 3.1                                      |
| Planificateur de tâches                    | Permet aux administrateurs et aux utilisateurs de planifier à des intervalles réguliers l’exécution de tâches ou de scripts. | taskschd.msc           | Microsoft Plus! pour Windows 95                  |
| Installation et de déploiement de logiciel | |                        |                                                  |
| Windows Update                             | Un service en ligne fournissant des mises à jour telles que des mises à jour de fichiers, de logiciels critiques ou de pilotes de périphériques. | wuapp.exe              | Windows 98                                       |
| Windows Installer                          | Un moteur d'installation automatisé de logiciel. Il comprend une interface graphique, une Structure logicielle, la génération automatique de la séquence de désinstallation et des capacités de déploiement pour les réseaux d'entreprise. | msiexec.exe            | Windows 2000                                     |
| ClickOnce                                  | Technologie de déploiement de logiciel basé sur .NET Framework depuis des pages web, avec des capacités de mise à jour automatique. Destiné uniquement à des applications pour utilisateur. | mage.exe et mageUI.exe | .NET Framework 2.0                               |

## Interface utilisateur
| Composant                             | Description | Exécutable ou commande | Introduction                                               |
| ------------------------------------- | --- | ---------------------- | ---------------------------------------------------------- |
| Windows PowerShell                    | Interface en ligne de commande et kit de développement de script PowerShell. | powershell.exe         | Windows XP                                                 |
| Interface utilisateur de Windows (en) | L'aspect le plus visible et reconnaissable de Microsoft Windows. Cette coque logicielle (shell) fournit un conteneur à l'intérieur duquel toute une interface utilisateur graphique est présentée, y compris une barre des tâches, un bureau, un gestionnaire de fichier, l'essentiel des boîtes de dialogue ainsi que des commandes d'interface. |                        | Windows 95                                                 |
| Explorateur Windows                   | Fournit une interface pour accéder aux systèmes de fichiers, lancer des applications et exécuter des tâches courantes telles que la visualisation et l'impression de photos. | explorer.exe           | Windows 95                                                 |
| Association de fichier (en)           | Utilisé pour ouvrir un fichier avec l'application appropriée. Les utilisateurs peuvent assigner des associations de fichiers uniquement à des actions spécifiques, appelées verbes. | assoc et ftype         | Windows 3.0                                                |
| Recherche Windows (en)                | À partir de Windows Vista, la recherche est un élément étroitement intégré à l'interface utilisateur de Windows (en). | search-ms:             | Windows Vista (téléchargeable pour les anciennes versions) |
| Dossier spécial                       | Désigne les dossiers qui sont présentés à l'utilisateur par le biais d'une interface comme un concept abstrait, au lieu d'un chemin absolu. Cette méthode rend possible à certaines applications de localiser où trouver certains types de fichiers, indépendamment de la version ou de la langue du système d'exploitation. Voir aussi: Espace de nom de l'interface Windows (en).                                                                        |                        | Windows 95                                                 |
| Menu démarrer                         | Sert de point de lancement central pour des applications. Il fournit un menu personnalisable qui affiche une liste imbriquée d'applications qui peuvent être lancées par l'utilisateur, une liste des documents récemment ouverts, un moyen de trouver des fichiers, d'obtenir de l'aide et d'accéder aux paramètres du système. Par défaut, un bouton ou une icône nommé « Démarrer » est visible à tout moment dans le coin inférieur gauche de l'écran. |                        | Windows 95                                                 |
| Barre des tâches                      | Une barre pour les logiciels de bureau qui est utilisé pour lancer et gérer des applications. |                        | Windows 95                                                 |
| Centre de notification (en)           | Centralise les informations essentiels du système d’exploitation. |                        | Windows 8.1                                                |
| Volet Windows                         | Un bandeau pour placer des Gadget Microsoft (en) sur l'ensemble du bureau. | sidebar.exe            | Windows Vista                                              |

## Composants de Windows éditionServer
| Composant                     | Description | Supporté par                      |
| ----------------------------- | --- | --------------------------------- |
| Active Directory              | Un ensemble de technologies introduites avec Windows 2000 qui permet aux administrateurs d'attribuer des stratégies à l'échelle d'une entreprise, de déployer des applications vers de grands parcs d’ordinateurs et d'appliquer les mises à jour critiques pour toute une organisation. Active Directory stocke les informations et organise les paramètres relatifs à une organisation dans une base de données accessible et centralisée. Les réseaux peuvent varier d'une petite installation avec quelques objets, aux annuaires d'envergure mondiale avec des millions d'objets. Sujets connexes: Contrôleur de domaine et Maître d'opérations. | Windows 2000, Windows Server 2003 |
| Stratégies de groupe          | Fournit une gestion centralisée des paramètres pour l'utilisateur et l'ordinateur dans un environnement Active Directory. Une stratégie de groupe peut contrôler des objets de la base de registre, la sécurité NTFS, un audit de sécurité, l'installation d'un logiciel, des scripts d'ouverture ou de fermeture de session, la redirection de dossiers, et les paramètres du navigateur Internet Explorer. Les paramètres de stratégie sont stockés dans des objets de stratégie de groupe (GPO), et peuvent être liés à un ou plusieurs sites, domaines ou unités d'organisation. Sujets connexes: Modèle d'administration (en)                    | Windows 2000 et postérieur        |
| Internet Information Services | Serveur Web | Windows NT                        |

## Services
Cette liste, non exhaustive, donne un aperçu de l'importance des services dans le fonctionnement du système d'exploitation Windows.
| Nom usuel                                          | Identifiant du service                                | Description | Introduction                                 |
| -------------------------------------------------- | ----------------------------------------------------- | --- | -------------------------------------------- |
| Active Directory Service                           | NTDS                                                  | Gestion d'authentification réseau | Windows 2000 édition Server                  |
| Service d'alerte (en)                              | Alerter                                               | Envoie des alertes administratives sur le réseau aux ordinateurs clients, aux administrateurs et aux utilisateurs | Windows NT                                   |
| Application-level gateway                          | ALG (Application-Level Gateway)                       | Fournit une prise en charge des modules d'extension permettant aux protocoles réseau de passer par le pare-feu Windows et de travailler sur le partage de connexion Internet (en). | Windows 2000                                 |
| Application Experience service                     | AeLookupSvc                                           | Traite les demandes du cache de compatibilité d'applications pour les applications au moment de leur lancement. |                                              |
| Application Management                             | AppMgmt                                               | Traite les demandes d'énumération, d'installation et de suppression des applications installées sur l'ordinateur ou déployées via le réseau d'une entreprise. | Windows 2000                                 |
| Service de transfert intelligent en arrière-plan   | BITS (Background Intelligent Transfer Service)        | Transfère des fichiers entre des machines utilisant une bande passante réseau inactive. Ce service est utilisé par Windows Update, Windows Server Update Services et System Center Configuration Manager pour fournir des correctifs aux clients, ainsi que par Windows Messenger.                                                           | Windows XP                                   |
| Explorateur d'ordinateur (en)                      | Browser                                               | Analyse les ordinateurs voisins sur le réseau et localise les ressources partagées. L'un des ordinateurs sert de « navigateur maître » et fournit ces informations à d'autres ordinateurs désignés comme navigateurs. | Windows 3.x pour Workgroups                  |
| Distributed Link Tracking                          | TrkWks, TrkSrv                                        | Utilisé pour suivre des liens vers des fichiers sur des volumes NTFS. Windows utilise ces services pour trouver les fichiers liés s'ils sont renommés ou déplacés (localement ou sur une autre machine). | Windows 2000                                 |
| Coordinateur de transactions distribuées           | MSDTC (Microsoft Distributed Transaction Coordinator) | Permet de configurer les composants transactionnels via COM + en coordonnant les transactions qui sont réparties sur plusieurs ordinateurs et/ou gestionnaires de ressources, telles que des bases de données, des files d'attente de messages, des systèmes de fichiers et d'autres gestionnaires de ressources basés sur les transactions. | Windows 2000 et ultérieur basé sur NT        |
| Client DNS (en)                                    | DNSCache                                              | Résout et met en cache les noms de domaine (par exemple: fr.wikipedia.org) vers des adresses IP. | Windows 2000                                 |
| Journal d'événements Windows                       | EventLog                                              | Stocke et récupère les événements qui peuvent être visualisés dans le visualiseur d'événements. Fait partie du Service Control Manager. | Windows NT                                   |
| Protocole EAP (Extensible Authentication Protocol) | EAPHost                                               | Fournit une authentification EAP aux clients connectés. | Windows 2000                                 |
| Service d'indexation (en)                          | CISVC                                                 | Indexe le contenu et les propriétés des fichiers sur les ordinateurs locaux et distants. Ce service permet de fournir un accès rapide aux fichiers grâce à un langage de requête flexible. | Windows 2000 et ultérieur basé sur NT        |
| Interactive Services Detection                     | UI0Detect                                             | Pour la compatibilité; Lorsqu'une interface utilisateur affichée par le service est détectée, elle donne à l'utilisateur la possibilité de passer à la session de console (session 0) pour le voir. | Windows Vista                                |
| Partage de connexion Internet (ICS) (en)           | SharedAccess                                          | Lorsque cette option est activée, elle permet aux autres ordinateurs du réseau local d'accéder à une connexion Internet disponible pour l'ordinateur hôte. | Windows 2000 et Windows Vista édition Onward |
| Network Location Awareness                         | NLA                                                   | Gère les configurations et les informations réseau et informe les applications des modifications. | Windows XP                                   |
| Network Store Interface Service                    | NSIS                                                  | Collecte les informations de routage des interfaces réseau actives, les partage avec d'autres services et notifie les applications des modifications. | Windows XP                                   |
| Fournisseur de support de sécurité NT LM           | NTLMSSP                                               | Utilise le protocole NTLM et MS-CHAP pour encapsuler et négocier des options afin de fournir une communication signée et scellée. Cette technologie est aujourd'hui déconseillé en faveur de l'authentification Kerberos. | Windows NT                                   |
| Protocole PNRP                                     | PNRPSvc                                               | Résout les noms de domaine en utilisant le protocole PNRP. | Windows XP                                   |
| Plug-and-Play (en)                                 | PlugPlay                                              | Permet la détection automatique et la configuration du matériel. | Windows 2000                                 |
| Spouleur d'impression                              | Spooler                                               | Gère les périphériques d'imprimante et déplace les fichiers dans la mémoire pour l'impression. | Windows 95 et Windows NT                     |
| Appel de procédure distante (RPC)                  | RpcSs                                                 | Fournit des fonctionnalités d'appel de procédure à distance via des canaux nommés accessibles à distance. | Famille Windows NT                           |
| Routage et accès distant (en)                      | RRAS                                                  | API et logiciel serveur qui permet aux applications d'administrer les fonctionnalités de routage et de service d'accès distant du système d'exploitation, de fonctionner en tant que routeur réseau. | Windows 2000                                 |

## Composants du noyau
Voici quelques uns des composants du Noyau Windows NT noyau Windows
- NTOSKRNL.EXE
- ntldr chargeur d'amorçage de Windows

Sur les anciennes versions de Windows, il y avait un fichier boot.ini qui indiquait la partition Windows et qui était utilisé pour le multiboot
- Ntdetect.com détecte le matériel lors du démarrage
- explorer.exe explorateur Windows
- GDI32.dll module graphique de Windows
- CSRSS.EXE (voir Client/Server Runtime SubSystem) : dessinateur graphique et gestionnaire de fenêtres.
- PAGEFILE.SYS : fichier servant de mémoire virtuelle

## Composants et applications obsolètes
- WIN.COM fichier permettant de lancer Windows (de Windows 1 à Windows Me) certaines fois, le fichier est DOSX.EXE (mini-Windows)
- WIN.INI fichier de configuration Windows. (de Windows 1 à Me aussi.)
- System.ini fichier de configuration du système 3.0 à Me. (Périphériques entre autres)
- CONFIG.SYS liste de drivers à charger
- IO.SYS Exécute le même rôle que NTDETECT sous NT.
- LOGO.SYS le logo de démarrage, de Windows 95 à ME.
- COMMAND.COM Interpréteur de commandes DOS.
- WIN386.VXD noyau de Windows 1 à 3
- GDI.EXE même rôle que CSRSS sous NT.
- WIN386.SWP fichier d'échange (mémoire virtuelle)
- VMM32.VXD gestionnaire de machine virtuelle